# Пам'ятні знаки на честь скасування панщини (Копичинці)
Пам'ятні знаки на честь скасування панщини — історичні пам'ятки в місті Копичинцях Копичинецької громади Чортківського району Тернопільської области України.

## Відомості
У 1848 році в Австрійській імперії розпочалася революція проти кріпацтва, яка в підсумку привела до скасування урядом панщини. На честь цієї знаменної події в Копичинцях та селі Баворівщині (нині в складі міста) встановлено пам'ятні дерев'яні хрести, які в 1898 році замінили на кам'яні. На фіґурі, що розташовувалася на перехресті теперішніх вулиць Івана Франка й Гусятинської, зазначалося: «Пам'ятка 50-річчя знесення панщини». А на хресті, що був встановлений в центрі міста — «Надання свободи народу і відродження Галицької Руси у 1848 р.».
Щорічно 16 травня біля пам'ятних знаків відбувалися релігійні богослужіння, які згодом припинила радянські влада. У 1953 році розпорядженням секретаря Копичинецького райкому партії Литвиненка всі фіґури були зруйновані.
19 серпня 1991 року в Копичинцях на Баворівщині за ініціативи Мирослава Опира та Ярослава Демківа відкрито й освячено на місці знищеного коміністами пам'ятник на честь скасування панщини (велика чорна брила, на якій розташований темно-сірий хрест), який виготовив тернопільський майстер Петро Мусійчук.